# Mary Gardiner

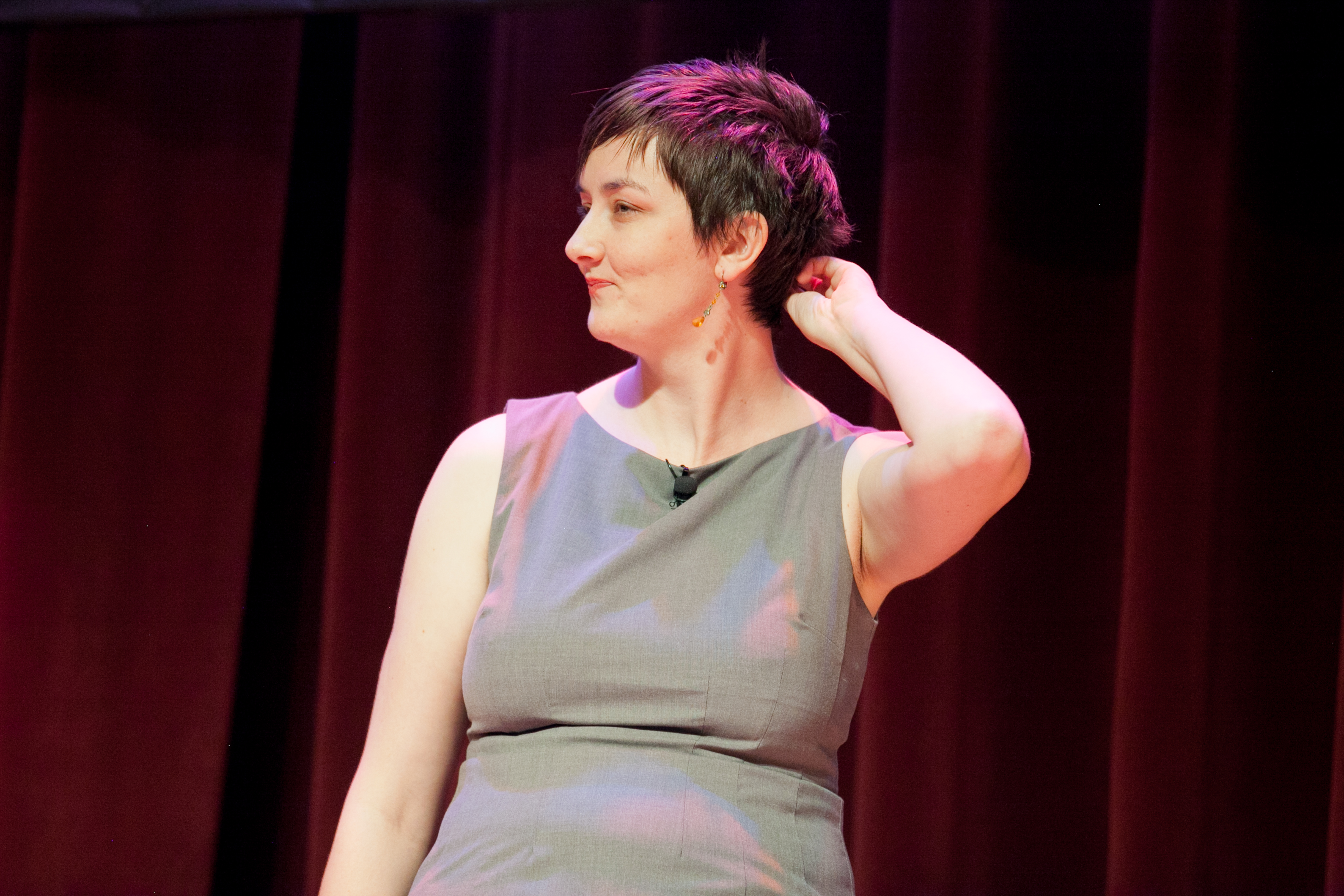
Mary Gardiner bei der Eröffnungszeremonie der Wikimania 2012

Mary Gardiner ist eine australische Linux-Programmiererin, ehemalige Leiterin der Ada Initiative, die als „gemeinnützige Organisation, die sich der stärkeren Beteiligung von Frauen an offener Technologie und Kultur widmet“ beschrieben wird. Bis September 2011 gehörte sie dem Aufsichtsrat von Linux Australia an. Im Jahr 2012 wurden Gardiner und Valerie Anita Aurora, Mitbegründerin der Ada Initiative, vom SC Magazine zu zwei der einflussreichsten Personen im Bereich Informationssicherheit ernannt.

## Karriere
Gardiner war Mitbegründerin von AussieChix, das später zu Oceania Women of Open Tech wurde. Sie ist eine ehemalige Koordinatorin von LinuxChix. Sie spricht sich gegen „die gesellschaftlichen Normen und Überzeugungen einer Minderheit von Mitwirkenden aus, die kein Interesse an Frauen als Kolleginnen haben oder nicht glauben, dass Frauen die Fähigkeit haben, erfolgreich Beiträge zu leisten“. Gardiner war an der Ausarbeitung und Verabschiedung von Richtlinien zur Belästigungsbekämpfung an Technologiekonferenzen beteiligt. Gardiner war Gewinnerin des Rusty Wrench Awards 2011, der von Linux Australia für ihre Verdienste als Linux-Programmiererin in Australien verliehen wurde. Sie wurde für ihre Arbeit zur Verbesserung der Geschlechtervielfalt und zur Bekämpfung sexueller Belästigung in der Open-Source-Software-Community gelobt. Sie war Keynote-Speaker bei der Wikimania 2012, die vom 12. bis 15. Juli 2012 in Washington, D.C. stattfand. Demnach liegt der Frauenanteil in der deutschsprachigen Wikipedia bei 8 % und in der englischsprachigen Wikipedia bei 14 %. Die Wikimedia Foundation hat das Ziel, diesen Anteil auf 25 % zu erhöhen. Im Jahr 2012 wurde Gardiner von Datamation als eine der 10 Women in Tech Who Give Back und vom SC Magazine als eine der einflussreichsten Personen im Bereich Informationssicherheit vom SC Magazine aufgeführt.